# Jules Chadel
Jules Louis Chadel, né le 10 juin 1870 à Clermont-Ferrand et mort le 16 décembre 1941 à Paris, est un peintre, graveur, dessinateur et illustrateur français.

## Biographie
Jules Chadel est le fils de Jean-Pierre Chadel, un ébéniste originaire d'Allanche (Cantal), et de Légère Hautier, originaire d'une famille de La Tour-d'Auvergne. Il naît le 10 juin 1870 au 44, rue Fontgiève, qui était alors un quartier d'artisans. Il étudie la sculpture à l'école des beaux-arts de Clermont-Ferrand.
Il s'installe à Paris en 1893 et s'inscrit à l'École des arts décoratifs. Pour subvenir à ses besoins, il travaille comme sculpteur sur pierre sur des chantiers.
Il épouse en 1903 à Saint-Mandé Julia Couillé, qui lui donne un fils, Jean, né en 1904.
Il entre dans l'atelier du joaillier Georges Le Turq, où il dessine des bijoux. Il est embauché en 1904 par le joaillier Henri Vever, pour lequel il dessine, entre autres, le modèle de l'épée d'honneur offerte au maréchal Foch par la Ville de Paris en 1919 et réalisée par André Falize. C'est chez Vever qu'il découvre l'art japonais, qui va le marquer profondément ; il est influencé par Prosper-Alphonse Isaac et surtout Yoshijiro Urushibara, auprès duquel il se forme en 1911.
Il reçoit la Légion d'honneur en 1927.
Il meurt accidentellement, le crâne fracturé, renversé par une automobile.
Il est le père du préfet Jean Chadel.

## Son œuvre
Des fonds d'œuvres de Jules Chadel sont conservés à Clermont-Ferrand au musée d'art Roger-Quilliot ainsi qu'au musée des Beaux-Arts de Nancy. Ces œuvres sont de natures très diverses car il maîtrise beaucoup de techniques : estampe, dessin, illustration de livre, reliure, projet de création de bijoux ou de ferronneries, etc.
Que ce soit pour le dessin ou pour la gravure sur bois, l'influence japonaise prédomine.
Léon Deshaires décrit ainsi l'artiste dessinant : « Tandis qu'il baigne son pinceau japonais dans l'eau du godet, tandis qu'il en enlève l'excès d'eau en l'essuyant automatiquement sous sa manche, tandis qu'il en plonge enfin la pointe dans le flacon d'encre de Chine suspendu à sa vareuse, il continue à regarder attentivement devant lui, comme un chasseur fixe sa proie. C'est alors qu'il choisit et imprime dans sa mémoire les caractères essentiels d'un objet, d'un individu ou d'une scène. Sa main qui s'apprête est agitée d'un tremblement, car l'homme est vif et nerveux, et l'ami qui l'observe se demande si elle ne va pas manquer le but ; mais brusquement cette main s'abat et elle trace sur le papier un trait juste et d'une décision magistrale. »
Comme paysagiste, il représente surtout son Auvergne natale et la Bretagne, notamment les environs de Douarnenez.
Au cours de sa carrière, Jules Chadel a illustré de nombreux ouvrages. Deux de ces ouvrages, gravés et imprimés par Gabrielle Cazayous-Vouilloux, ont été publiés à titre posthume : Les Fêtes Galantes de Paul Verlaine en 1942 et Héraclès d'Albert Thibaudet en 1951.

## Distinctions
- Chevalier de la Légion d'honneur (1927)

### Œuvres dans les collections publiques
- Clermont-Ferrand, musée d'art Roger-Quilliot.
- bibliothèque du patrimoine de Clermont Auvergne Métropole
- Limoges, musée des Beaux-Arts : Les deux Hercules forains à Paris, 1894, encre, aquarelle, gouache et pastel[8].
- Nancy, musée des Beaux-Arts.
- Paris :
  - département des estampes et de la photographie de la Bibliothèque nationale de France : estampes.
  - musée d'Orsay : Projet de couverture : "La Vague", par O. Métra, Le Moine éditeur, vers 1897, crayon, aquarelle et gouache sur papier calque, 42 × 30,5 cm[9].
- Quimper, musée départemental breton : Douarnenez, 1930, gravure sur bois en couleurs[10].

Œuvres de Jules Chadel, gravures sur bois en couleur
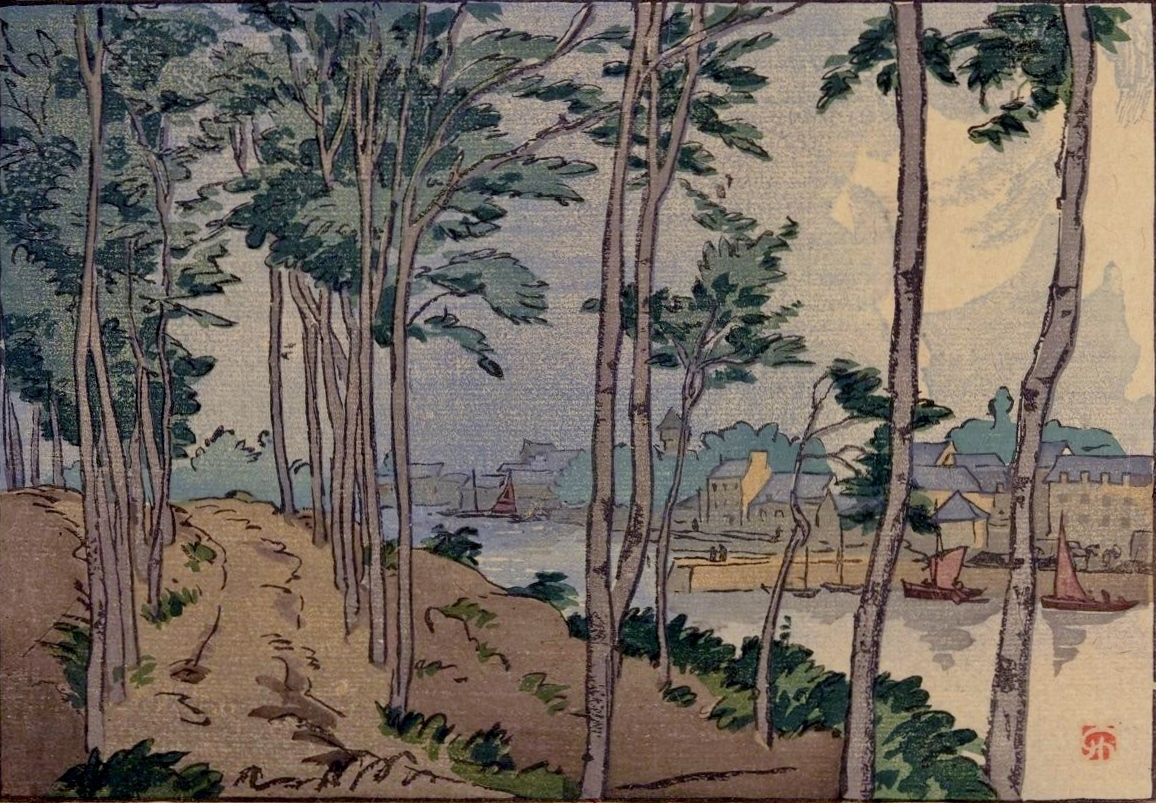
Entrée de la ria du Port-Rhu vu de Trébou (1922), 22 × 31 cm, Paris, BnF.
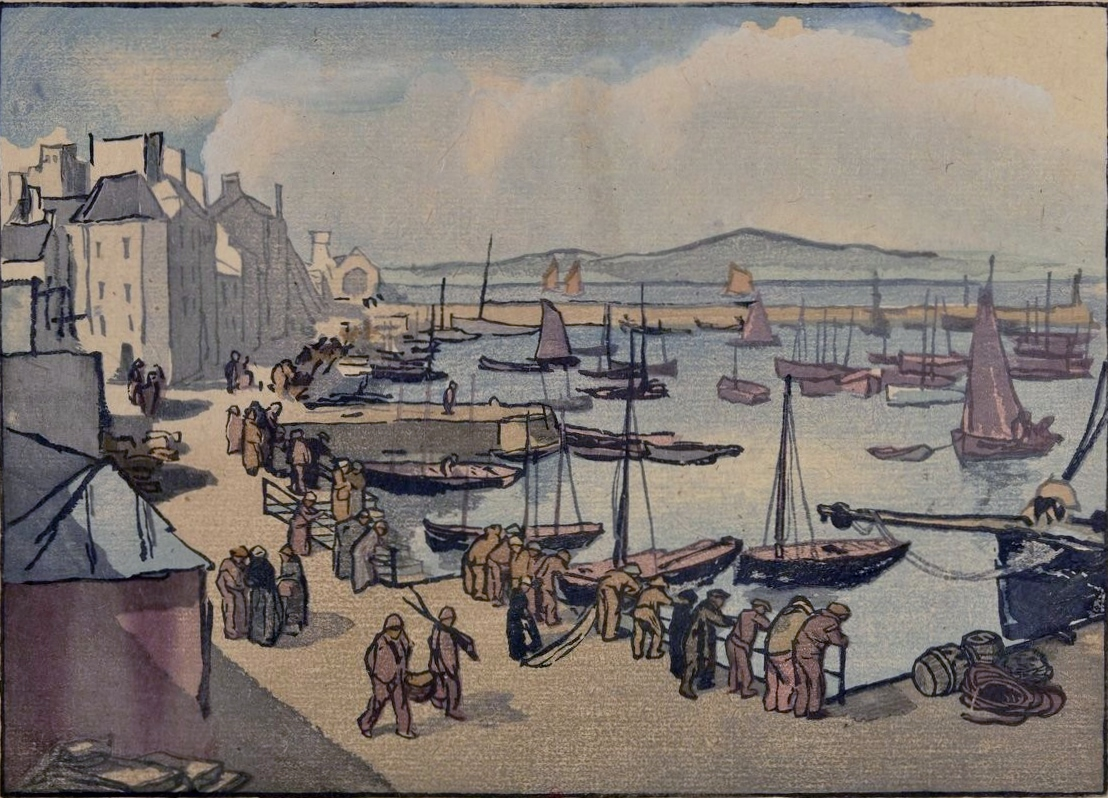
Le Port de commerce de Douarnenez (1924), 23 × 31 cm, Paris, BnF.
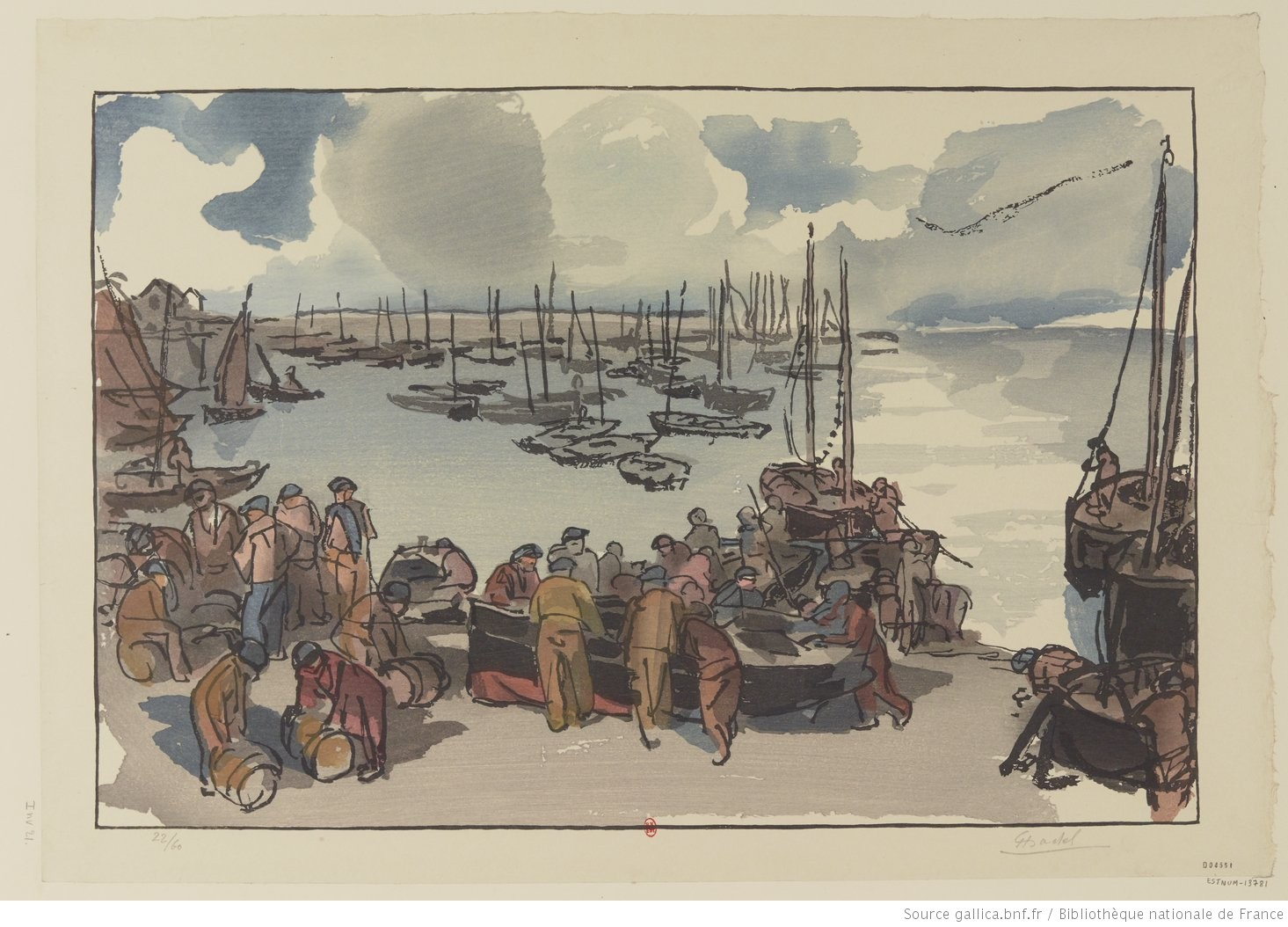
Vue du port de Douarnenez (1930), 29,5 × 44,1 cm, Paris, BnF.

### Illustrations pour ouvrage de bibliophilie
Jules Chadel a gravé des bois pour illustrer plusieurs ouvrages pour des sociétés de bibliophilie, dont l'impression a été réalisée par Yoshijiro Urushibara :
- Quelques fables de La Fontaine, Paris, Les Cent Bibliophiles, 1927
- Maurice de Guérin, Le Centaure et la Bacchante, Paris, Le Livre contemporain, 1931
- Évangile selon saint Luc, Châtenay-Malabry, Pro Amicis, 1932

## Expositions
- Membre de la Société nationale des beaux-arts, il expose au Salon à partir de 1929.
- Musée d'art Roger-Quilliot, Clermont-Ferrand, du 6 novembre 2015 au 7 février 2016[11].